# Kościół Świętych Kosmy i Damiana w Wujskiem
Kościół Świętych Kosmy i Damiana w Wujskiem – rzymskokatolicki kościół parafialny pw. Świętych Kosmy i Damiana, wzniesiony w 1804, znajdujący się w miejscowości Wujskie.
W latach 1839–1947 świątynia pełniła funkcję parafialnej cerkwi greckokatolickiej pw. Świętych Kosmy i Damiana.

## Historia
Kościół wybudowano w 1804 dla służby dworskiej i robotników manufaktury tkackiej. W 1839 fabrykę strawił pożar, a robotnicy rozjechali się. Budynek kościelny dziedziczka przekazała grekokatolikom, ponieważ ich stara drewniana cerkiew groziła zawaleniem. Odtąd do 1947 świątynia pełniła funkcję cerkwi dla dwóch wsi Wujskiego i Załuża. Budynek poddawano remontom w 1914, 1925 oraz w 1976. W 1947 po wysiedleniach ludności obrządku unickiego murowany kościół ponownie wrócił do obrządku rzymskokatolickiego.

## Architektura i wyposażenie
Jest to budowla murowana, otynkowana, orientowana, jednoprzestrzenna. Prezbiterium zamknięte półkoliście. Dach dwuspadowy, wysoki o wklęsłych połaciach z wieżyczką na sygnaturkę.
Wewnątrz sklepienie kolebkowe na gurtach. Wyposażenie wnętrza współczesne świątyni, późnobarokowe z rokokowymi ornamentami.

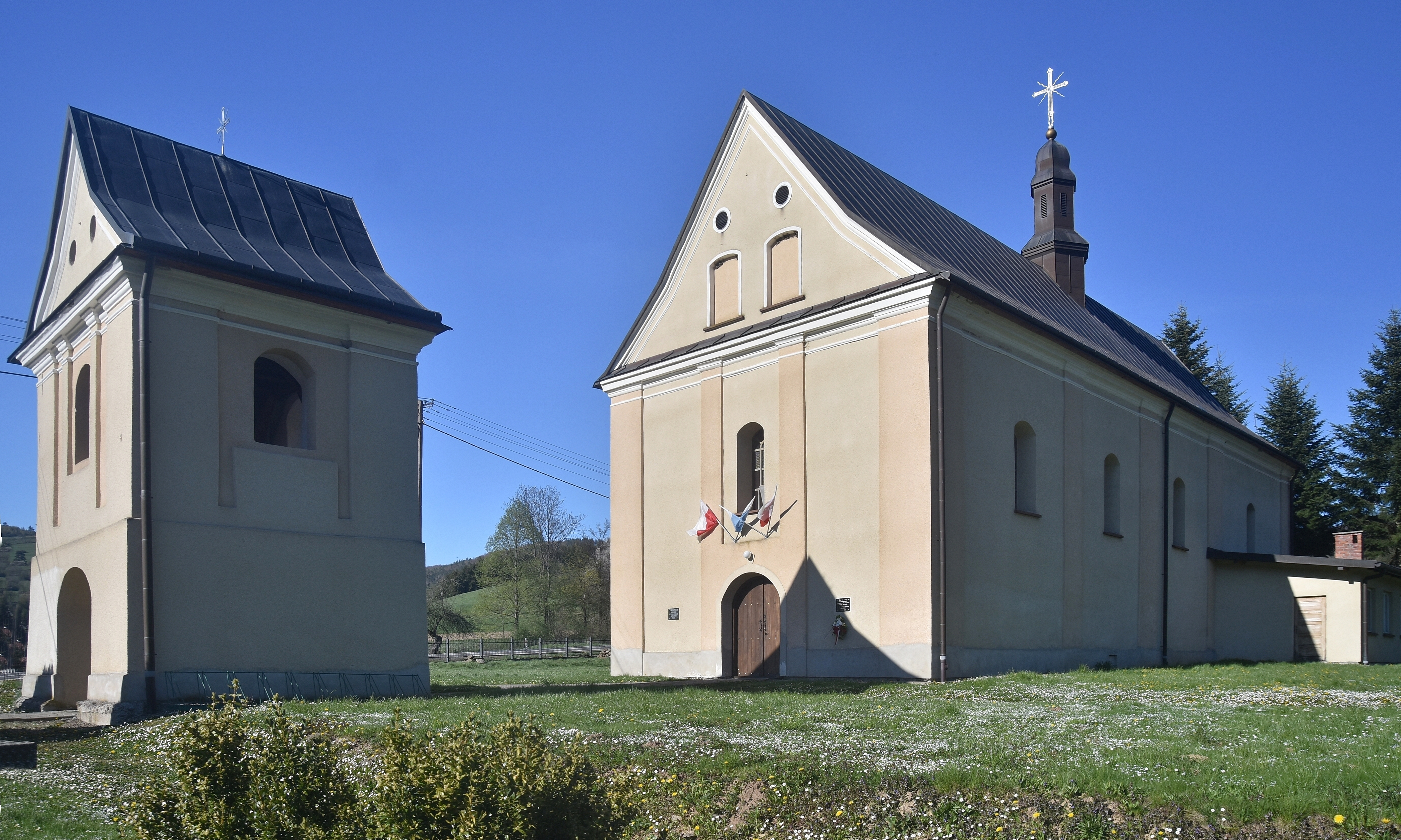
Elewacja frontowa
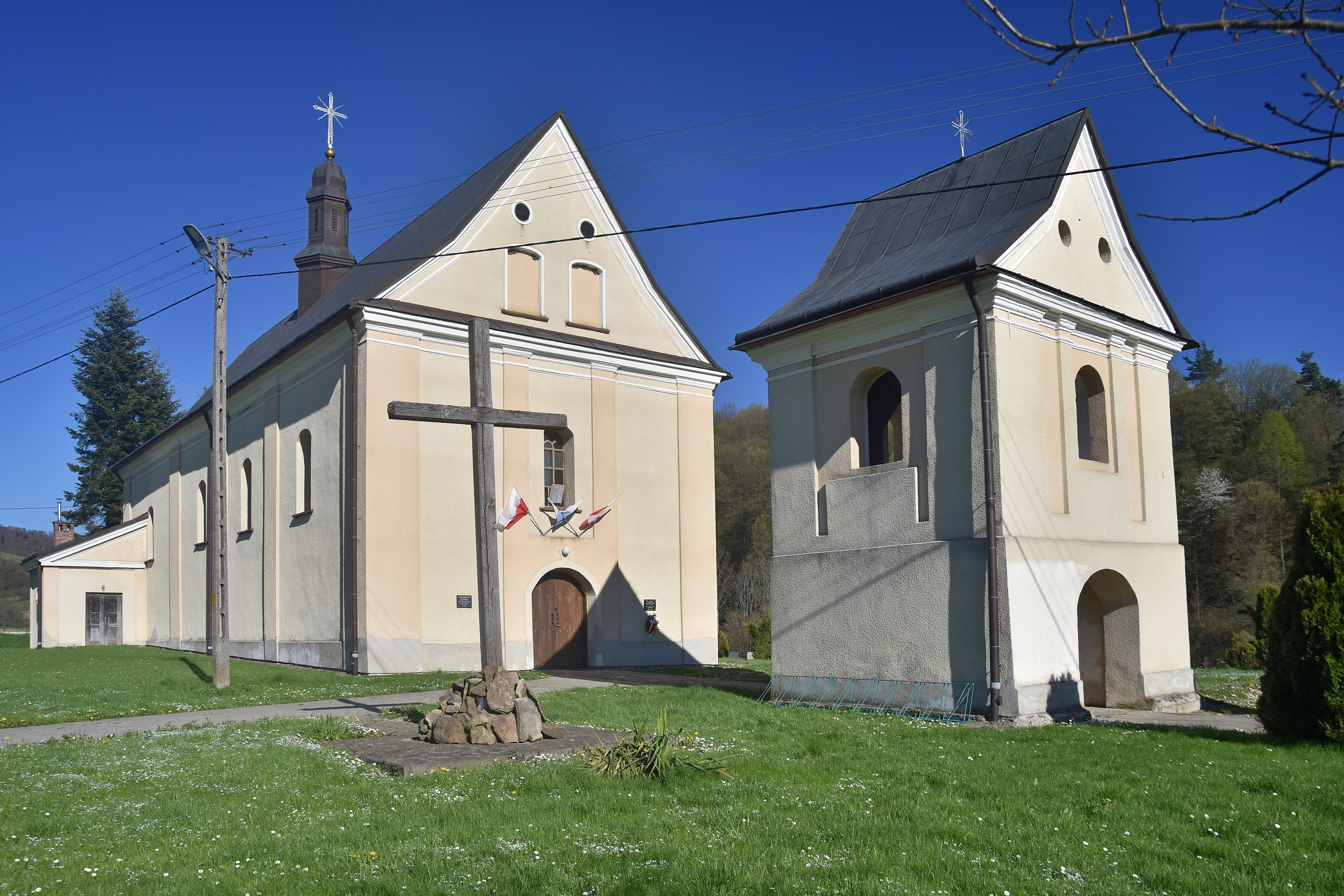
Elewacja boczna
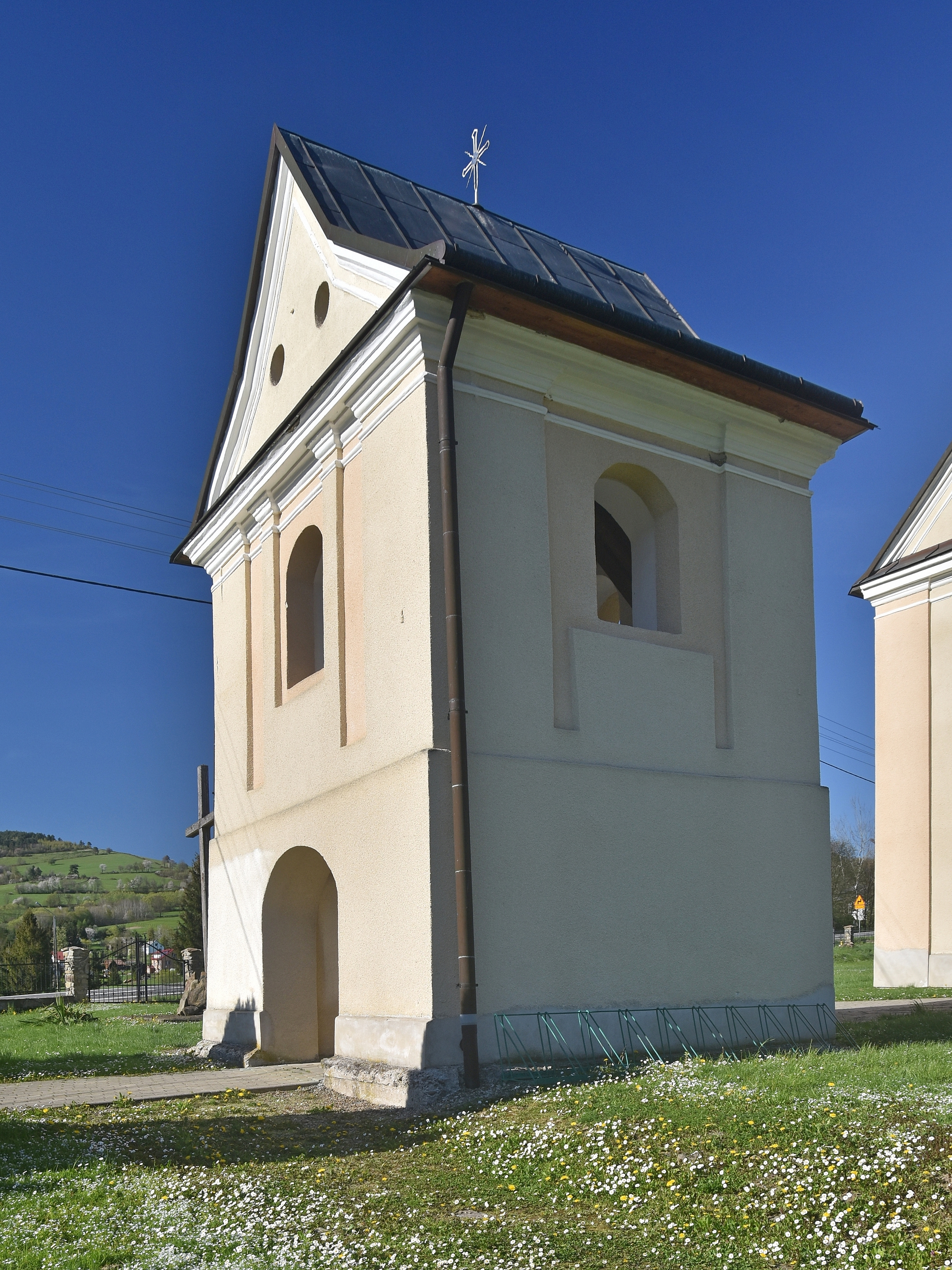
Dzwonnica

## Otoczenie
Przed budynkiem murowana dzwonnica–brama na osi świątyni, współczesna jej.